# Naván
Naván (llamada oficialmente Nabán) es una aldea española situada en la parroquia de Gundibós, del municipio de Sober, en la provincia de Lugo, Galicia.

## Demografía
| Gráfica de evolución demográfica de Naván entre 2000 y 2023 |
|                                                             |
| Datos según el nomenclátor publicado por el INE.            |